# Курбаткін Павло Семенович
Павло Семенович Курбаткін (24 грудня 1898, місто Одеса — 1 листопада 1956, місто Ташкент, тепер Узбекистан) — радянський військовий діяч, генерал-лейтенант (2.11.1944), командувач військ Середньоазійського, Харківського та Степового військових округів. Депутат Верховних рад Узбецької і Таджицької РСР. Депутат Верховної Ради СРСР 2-го скликання.

## Біографія
Народився в родині робітника.
На військовій службі з вересня 1917 року. 1 вересня 1917 року вступив до залізничного загону Червоної гвардії в Одесі. У складі цього загону брав участь у встановленні радянської влади в місті Одесі.
1918 року добровільно вступив до Червоної армії. Активний учасник громадянської війни в Росії. Воював на Південному, Українському та Кавказькому фронтах. У боях був неодноразово поранений.
Член РКП(б) з 1918 року.
У 1921 році закінчив 37-і Тихорецькі радянські піхотні курси. З 1921 року служив у 1-й Туркестанській стрілецькій дивізії: командир взводу та командир роти 2-го Туркестанського стрілецького полку, політрук полкової школи, помічник командира полку та начальник штабу 247-го Туркестанського гірничо-стрілецького полку. Служив у Кушці, Ашхабаді, Алма-Аті, Ташкенті. Декілька років брав участь у бойових діях з ліквідації загонів басмачів в Середній Азії. У 1923 році закінчив повторні курси середнього командного складу РСЧА, в 1927 році — Ташкентську Об'єднану військову школу імені В. І. Леніна.
З січня 1934 року командував 247-м стрілецьким полком 83-ї гірничо-стрілецької дивізії Середньоазійського військового округу. Закінчив Вищі стрілецько-тактичні курси удосконалення командного складу піхоти «Постріл» у 1937 році.
З літа 1937 по липень 1938 року брав участь у війні в Іспанії на боці республіканського уряду, був радником командира 24-ї піхотної дивізії Іспанської республіканської армії. Після повернення з Іспанії в січні 1939 року призначений заступником командувача військ Середньоазійського військового округу. Одночасно в 1940 році закінчив курси удосконалення вищого начальницького складу при Академії Генерального штабу РСЧА.
Під час німецько-радянської війни з 1 грудня 1941 до липня 1944 року командував військами Середньоазійського військового округа. Брав участь у плануванні та підготовці радянських військ до проведення окупаційної Іранської операції у серпні—вересні 1941 року.
З червня 1944 до липня 1945 року — командувач військ Харківського військового округу.
З 9 липня 1945 до 6 травня 1946 року — командувач військ Степового військового округу в Алма-Аті.
З травня 1946 року — помічник командувача військ Туркестанського військового округу по вищих навчальних закладах, з 1946 року — заступник командувача військ Туркестанського військового округу по місцевих органах військового управління, з 1948 року — знову помічник командувача військ Туркестанського військового округу по вищих навчальних закладах.
У червні 1955 року звільнений в запас, проживав у Ташкенті.
Помер 1 листопада 1956 року. Похований на Боткінському цвинтарі Ташкента.

## Звання
- майор (29.01.1935)
- полковник (22.02.1938)
- комбриг (31.07.1938)
- комдив (21.01.1939)
- генерал-майор (4.06.1940)
- генерал-лейтенант (2.11.1944)

## Нагороди
- орден Леніна (21.02.1945)
- чотири ордени Червоного Прапора (2.03.1938, 22.01.1942, 3.11.1944, 6.11.1947)
- орден Вітчизняної війни 1-го ступеня (12.11.1943)
- орден Трудового Червоного Прапора Туркменської РСР (5.11.1932)
- медаль «XX років Робітничо-Селянській Червоній Армії» (22.02.1938)
- медаль «За перемогу над Німеччиною у Великій Вітчизняній війні 1941—1945 рр.»
- медалі